# Рио Лимай
Рио Лимай (на испански: Rìo Limay) е голяма река в северозападна Патагония, Южна Аржентина. Тя е естествената граница между провинциите Рио Негро и Неукен. Средният ѝ годишен отток е 700 м3/с, а водосборният ѝ басейн, 61 723 км2, обхваща почти всички големи и малки реки от Атлантическия басейн в региона, както и огромен брой езера.
Реката извира от източната край на езерото Науел Уапи и в продължение на 380 км образува непрекъснати меандри, като обхваща водите на множество притоци, сред които Трафул, Пичилеуфу и Колон Кура. При срещата си с Рио Неукен двете образуват река Рио Негро. На това място е разположен и град Неукен.
Водите на Рио Лимай се използват за генериране на електричество и по течението ѝ са построени няколко ВЕЦ, които заедно с каскадата Серос Колорадос генерират една четвърт от водното електричество в страната. Изграждането на тази система обаче е съкратило първоначалната дължина на реката, която е била 450 км. Край град Ароито се намира единственият реактор с тежка вода в Южна Америка, функциониращ от 80-те години на XX век.
Рио Неукен се използва за риболов, а на много места по крайбрежието е развита курортна дейност.